# Rewolucja w Mongolii (1911)
Rewolucja w Mongolii w 1911 roku – mongolskie powstanie niepodległościowe przeciwko Cesarstwu Chin z 1911 roku, w wyniku którego utworzono Chanat Mongolii.

## Geneza
Do 1911 roku Mongołowie niemal całkowicie stracili kontrolę polityczną, militarną i ekonomiczną nad swoim terytorium etnicznym na rzecz Mandżurów i chińskich kupców. Rewolucja Xinhai, która ostatecznie doprowadziła do obalenia dynastii Qing, miała bezpośredni wpływ na wydarzenia w Mongolii i doprowadziła do proklamowania niepodległości tego kraju, co nastąpiło w Urdze 18 listopada 1911 roku.  
Rewolucję poprzedziła tajna narada świeckich i religijnych dygnitarzy w Urdze w lipcu 1911 roku, której przewodniczył bogd gegeen. Ustalono na niej, że sytuacja polityczna sprzyja odzyskaniu niepodległości przez Mongolię. O postanowieniach narady poinformowano rosyjskiego konsula i wystosowano poselstwo do Rosji. Mongolskie działania rewolucyjne zostały poparte przez Imperium Rosyjskie (ale dopuszczano jedynie autonomię Mongolii w ramach Chin), na co wpłynęła mongolska delegacja do Petersburga, która wyruszyła latem 1911 roku. 

## Przebieg
Obalenie władzy dynastii Qing oraz powstanie niezależnego państwa mongolskiego ogłoszono w listopadzie 1911 roku. Oficjalna proklamacja niepodległości została opublikowana 1 grudnia 1911 roku. Nowe państwo nazwano Imperium Mongolii (Chanat Mongolii), a 8. dżawdzandamba został ogłoszony Bogda Chanem – władcą Mongolii Zewnętrznej. Jego intronizacja nastąpiła 16 grudnia 1911 roku w klasztorze Da Chüree w Urdze, przyjął on wówczas tytuł „Wyniesionego przez wielu”. Urga została stolicą państwa, zmieniono jej nazwę na Nijslel Chüree. Ustanowiono nową flagę z symbolem sojombo.
Utworzono armię, która składała z 20 000 żołnierzy, w Urdze szkoliło ją wojsko rosyjskie.
Chiny nie uznały niepodległości Mongolii, ale na skutek zaangażowania w wewnętrzne konflikty nie podjęły od razu żadnych działań w celu wzmocnienia jedności terytorialnej. 3 listopada 1912 roku podpisano traktat mongolsko-rosyjski, w którym Rosja uznała oddzielenie się Mongolii od Chin, jednak de facto nie uznała niepodległości Mongolii z uwagi na obawy ewentualnych negatywnych reakcji innych imperiów, co sprowadzało się w praktyce do uznania Mongolii Zewnętrznej za terytorium objęte rosyjskim protektoratem. 

## Następstwa

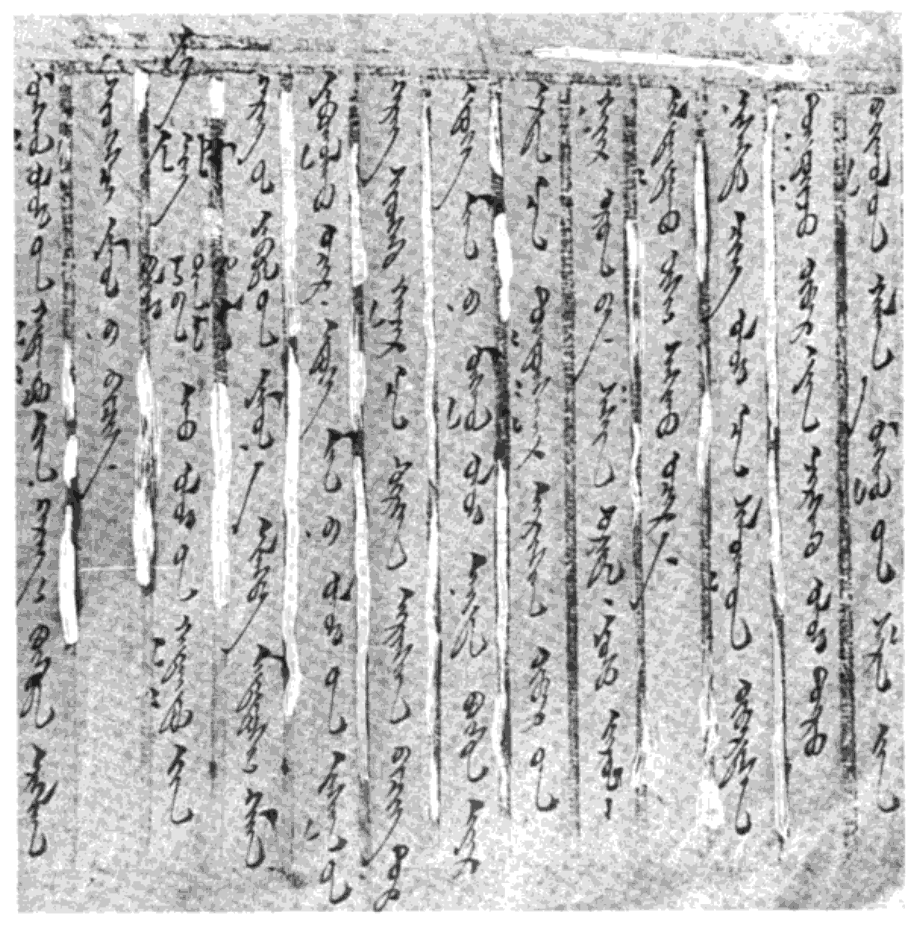
Mongolski list z deklaracją niepodległości (1912)

Urzędnicy chińscy zostali wydaleni z terytorium Mongolii, w końcu listopada 1911 roku mandżurski namiestnik z Urgi opuścił Mongolię, natomiast namiestnik z Kobdo nie uznał nowej mongolskiej władzy, co doprowadziło do oblężenia jego twierdzy w 1912 roku przez wojska mongolskie pod dowództwem Maksordżaba i Manlaibaatara Damdinsürena.
Mongolia odzyskała niepodległość po ponad 200 latach chińskiej niewoli i stała się państwem teokratycznym i feudalnym. Utworzony w grudniu 1911 roku rząd był zarządzany przez wysokiej rangi duchownego Cerena Czimida, natomiast ministrem spraw zagranicznych mianowano Chandę Dordżiego. Rząd chiński podpisał w listopadzie 1913 roku deklarację rosyjsko-chińską, w której uznawał autonomię okręgu kobdoskiego oraz czterech chałchaskich ajmaków. Władze Mongolii dążyły jednak do przyłączenia Mongolii Wewnętrznej. Ostatecznie zawarto trójstronne mongolsko-chińsko-rosyjskie porozumienie w maju 1915 roku w Kiachcie, które potwierdzało autonomiczny statut Mongolii Zewnętrznej na arenie międzynarodowej, jednak pod formalnym zwierzchnictwem Chin – Mongolia ponownie stanowiła część Chin.
Pomimo przejęcia władzy przez Mongołów sytuacja Mongolii nie uległa znaczącej poprawie: sądownictwo działało na wcześniejszych zasadach, a wysocy dostojnicy religijni dążyli do osiągnięcia własnych korzyści materialnych; doszło także do otrucia premiera Sajn-nojon-chana i ministra Chandy Dordżiego. Z pozytywnych zmian należy wymienić poprawę losu aratów, którzy już nie musieli utrzymywać obcego aparatu państwowego i wojsk mandżurskich, a także przerwanie akcji kolonizacyjnej.